# Горно Ново село
 Тази статия е за селото в България.  За за селото в Сърбия вижте Ново село (община Буяновац).  
Гòрно Нòво сèло е село в Южна България, община Братя Даскалови, област Стара Загора.

## География
Село Горно Ново село се намира на около 33 km западно от областния център град Стара Загора, около 18 km северно от общинския център село Братя Даскалови и около 30 km север-северозападно от град Чирпан. Разположено е в южните склонове на Сърнена Средна гора, по източния долинен склон на Новоселска река (Суха река), течаща покрай селото на юг под името Ямачдере.
През Горно Ново село минава третокласният републикански път III-5603. На север от селото пътят води до връзка с второкласния републикански път II-56, а на юг през селата Долно Ново село, Найденово и Голям дол се свързва в село Братя Даскалови с републикански път III-664.
Землището на село Горно Ново село граничи със землищата на: село Турия на северозапад; село Средногорово на североизток; село Пъстрово на североизток; село Малко Дряново на изток; село Долно Ново село на изток и юг; село Славянин на запад.
В землището на село Горно Ново село има 2 микроязовира
Населението на село Горно Ново село, наброявало 1029 души при преброяването към 1934 г., 1110 към 1946 г. и 890 към 1956 г., намалява до 500 към 1965 г., 257 към 1985 г. и към 2023 г. – 108 (по служебен документ на НСИ от 31.12.2023 г.)
При преброяването на населението към 1 февруари 2011 г., от обща численост 167 лица, за 7 лица е посочена принадлежност към „българска“ етническа група и за 160 – към „турска“.

## История
След Руско-турската война (1877 – 1878 г.) по Берлинския договор 1878 г. селото – тогава с име Горно Енишерлии – остава в Източна Румелия; присъединено е към България след Съединението 1885 г. Село Горно Енишерлии е преименувано на Горно Ново село през 1906 г.
В миналото голяма част от жителите на селото са турци, но много от тях се изселват в Павел баня и село Бузовград.
През 1947 г. в селото е построен нов общински дом, към който се открива здравен пункт, а през 1956 г. – и родилен дом с фелдшер. Построен е път от Долно Ново село до Горно Ново село. През 1958 г. селото е електрифицирано, построени са нов културен дом и фурна. През 1965 г. селото е водоснабдено.
Читалище „Кирил и Методий“ в село Горно Ново село е създадено през 1956 г. През 2009 г. на законово основание към наименованието му е добавена годината на неговото първоначално създаване и то става „Кирил и Методий – 1956“.

## Обществени институции
Село Горно Ново село към 2024 г. е център на кметство Горно Ново село.
В селото към 2024 г. има действащо читалище „Кирил и Методий – 1956“;

## Природни и културни забележителности
На около 2,5 km северозападно от селото, в местността „Малкото кале“ („Буюкхисар“), има останки от късноантична крепост. На около 200 m южно от нея са открити и следи от църква, използвана от края на IV век до средата на VI век. Тя има необичайно разположение – ориентирана е в направление североизток – югозапад с вход от южната страна, близо до апсидата.